# جاست دانس: بيست أوف
جاست دانس: بيست أوف (بالإنجليزية: Just Dance: Best Of)‏ ، هي لعبة فيديو إلكترونية من نوع الرقص والغناء، أنتجها ستوديو التطوير يوبي سوفت باريس ، ونشرها يوبي سوفت ، نزلت إلى السوق في شهر مارس سنة 2012م، وتعمل لأنظمة إكس بوكس 360 و نينتندو وي.